# Kleingebiet Tiszavasvári
Das Kleingebiet Tiszavasvári (ungarisch Tiszavasvári kistérség) war bis Ende 2012 eine ungarische Verwaltungseinheit (LAU 1) im Westen des Komitat Szabolcs-Szatmár-Bereg in der Nördlichen Großen Tiefebene. Bei der Verwaltungsreform Anfang 2013 wurden 4 der 10 Ortschaften (mit 8.055 Ew.) des Kleingebiets dem benachbarten östlich gelegenen Kreis Nyíregyháza (ungarisch Nyíregyháza járás) zugeordnet.
Ende 2012 lebten auf einer Fläche von 479,00 km² 35.361 Einwohner. Die Bevölkerungsdichte lag mit 74 Einwohnern/km² unter der des Komitats.
Der Verwaltungssitz befand sich in der Stadt Tiszavasvári (12.964 Ew.). Tiszalök (5.485 Ew.) und Rakamaz (4.512 Ew.) besaßen ebenfalls das Stadtrecht. Tiszadob, die einzige Großgemeinde (ungarisch nagyközség) beherbergte 2.929 Einwohner.

## Ortschaften
| Rakamaz  | Szabolcs    | Szorgalmatos | Timár         | Tiszadada    |
| Tiszadob | Tiszaeszlár | Tiszalök     | Tiszanagyfalu | Tiszavasvári |